# Castellfollit de Riubregós
Castellfollit de Riubregós (spanisch Castellfullit de Riubregós) ist eine katalanische Gemeinde (Municipio) mit 151 Einwohnern (Stand: 2024) in der Provinz Barcelona im Nordosten Spaniens. Sie liegt in der Comarca Anoia. 

## Lage
Castellfollit de Riubregós liegt etwa 80 Kilometer nordwestlich von Barcelona in einer Höhe von ca. 465 m. 

## Bevölkerungsentwicklung
| Jahr      | 1970 | 1981 | 1991 | 2001 | 2011 | 2021 |
| Einwohner | 331  | 276  | 250  | 222  | 186  | 163  |

## Sehenswürdigkeiten

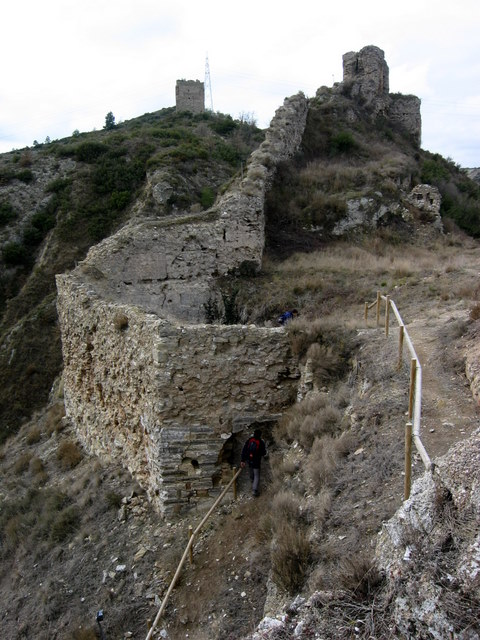
Burganlage
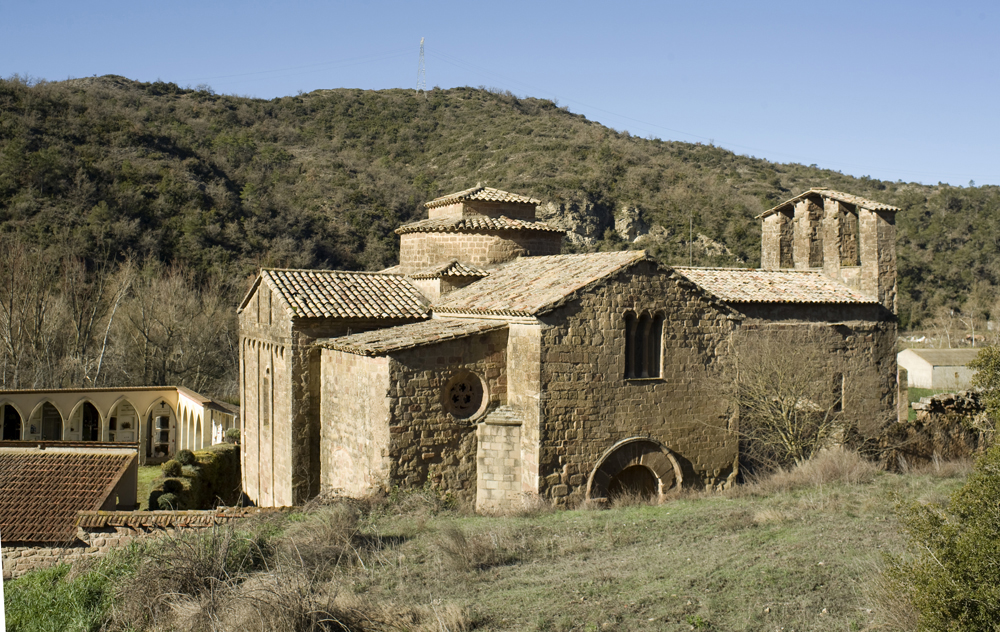
Prioratskirche St. María
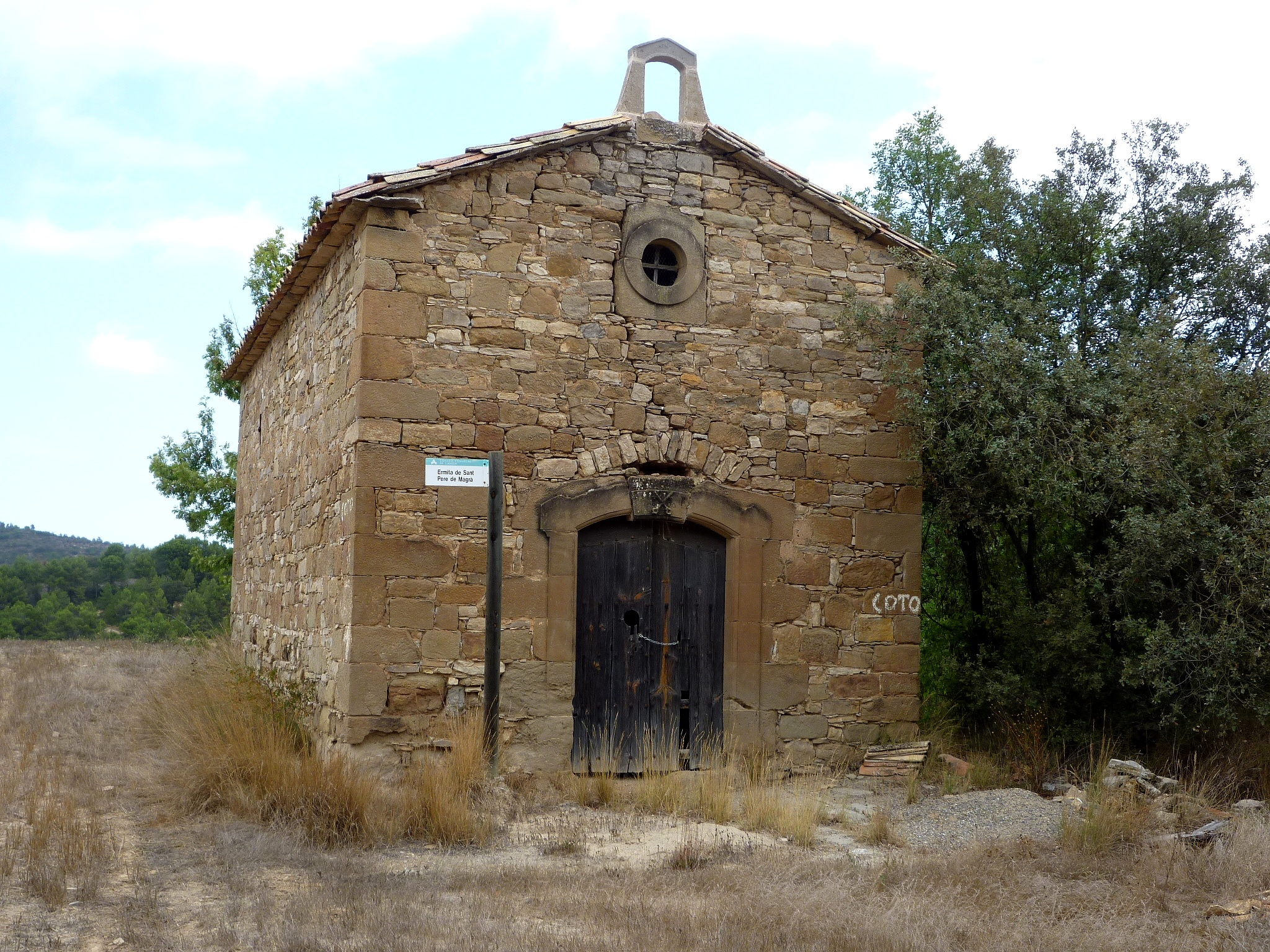
Peterskapelle

- Burganlage
- Prioratskirche
- Peterskapelle